# Victor Zuckerkandl (Industrieller)

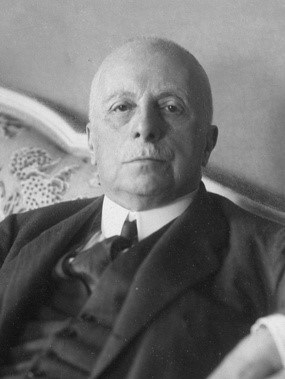
Victor Zuckerkandl (um 1920)

Victor Zuckerkandl (auch Viktor Zuckerkandl, * 11. April 1851 in Raab, Kaisertum Österreich; † 9. Februar 1927 in Berlin) war ein österreichischer Industrieller, Klinikbetreiber und Kunstsammler.

## Leben

### Herkunft

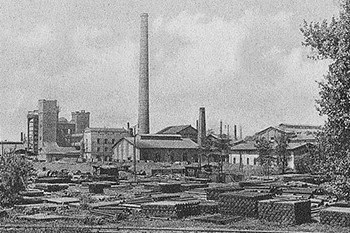
Eisenwerke Gleiwitz (um 1900)

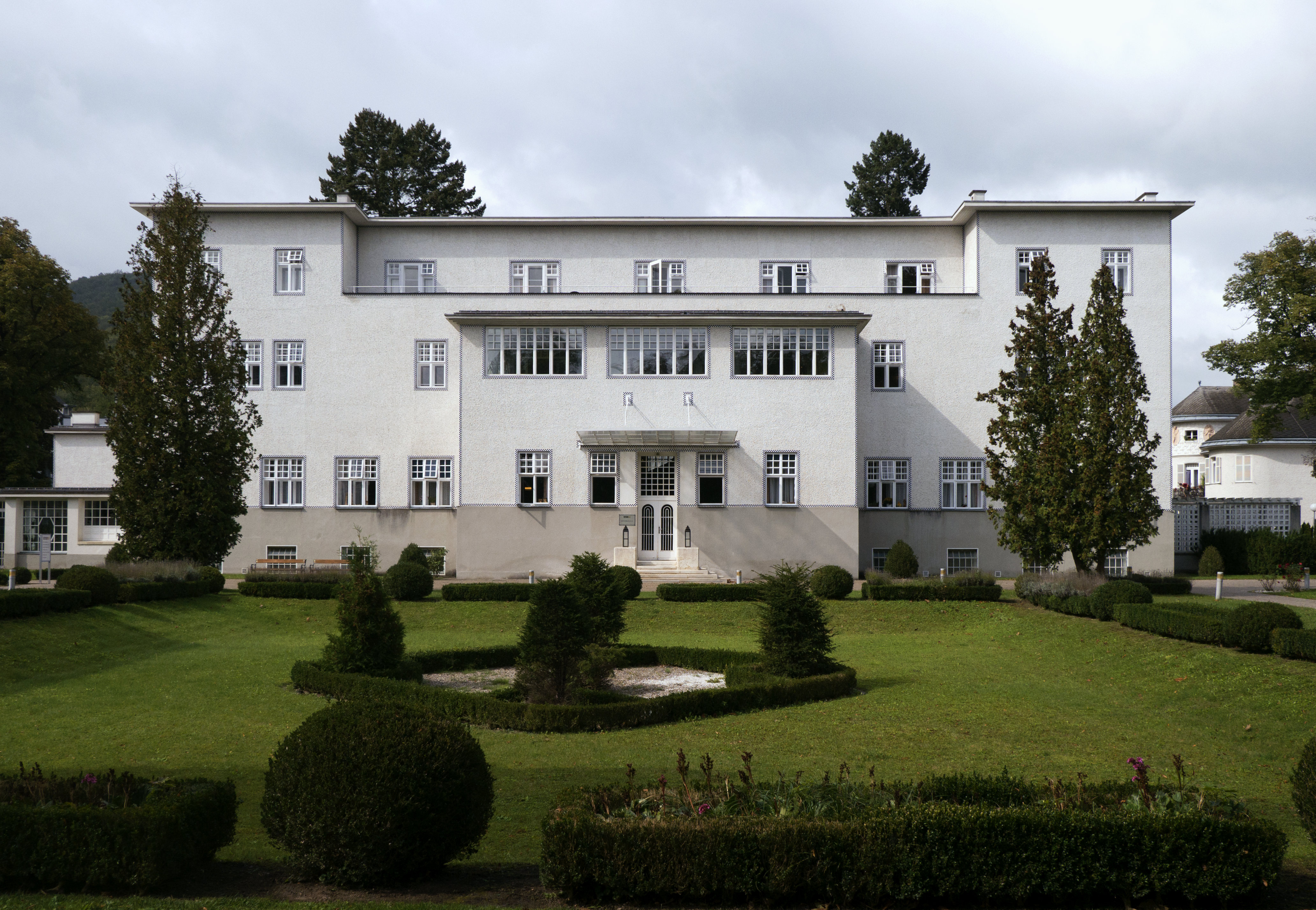
Das Sanatorium Purkersdorf (2014)

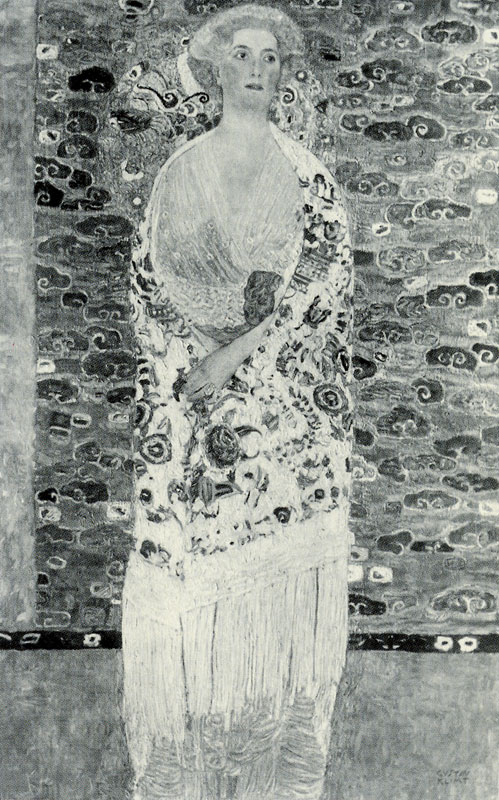
Paula Zuckerkandl (Gemälde von Gustav Klimt 1911–12, im Zweiten Weltkrieg verschollen)

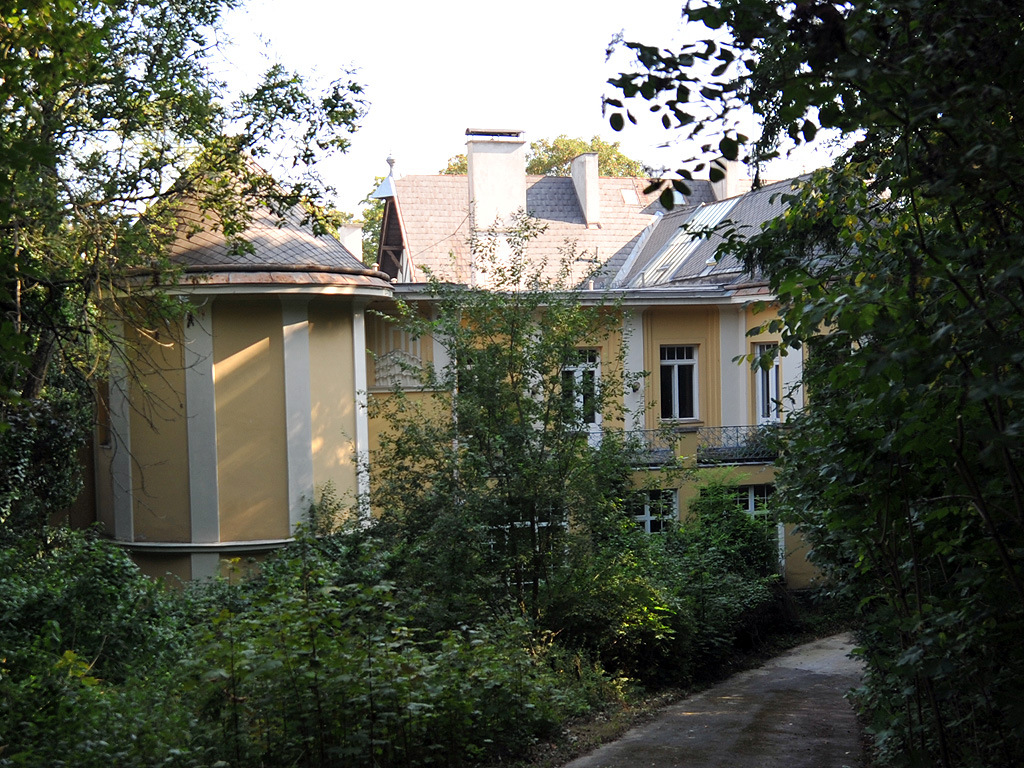
Villa Zuckerkandl II. (2011)

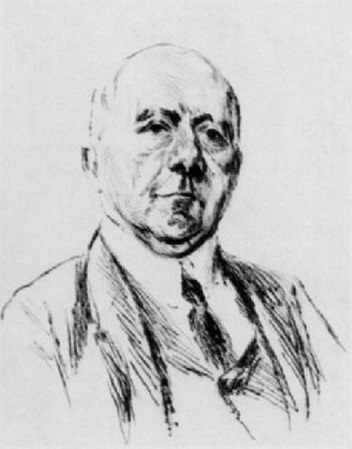
Victor Zuckerkandl in Berlin (Zeichnung von Max Liebermann 1921)

Er wuchs in einer jüdischen Familie in Győr (dt. Raab), Ungarn, auf. Sein Vater Leon Zuckerkandl (1819–1899) stammte aus dem Dorf Bunden in Ostpreußen. Seine Mutter Eleonore (1828–1900) war eine geborene König.

### Beruf
Victor trat nach der Schulzeit zunächst in die Österreichisch-ungarische Armee ein. Ab 1882 arbeitete er in der Drahtfabrik „Heinrich Kern & Co.“ in Gleiwitz. 1887 wurde er kaufmännischer Direktor der im gleichen Jahr gegründeten „Oberschlesischen Eisen-Industrie-AG für Bergbau und Hüttenbetrieb“ und 1904 deren Generaldirektor. Er gründete und leitete die „Russische Eisenindustrie-AG“ in Gleiwitz, die unter anderem auch die Hantke Gesellschaft mit Standorten in Warschau, Jekaterinoslaw und Saratow übernahm, und baute sie zu einem internationalen Konzern aus.
1901 erwarb Zuckerkandl in Purkersdorf an der Stadtgrenze zu Wien ein großes Grundstück mit einer Heilquelle und mehreren Villen. Aufgrund einer Empfehlung seiner Schwägerin Berta Zuckerkandl-Szeps ließ er in den Folgejahren den Architekten Josef Hoffmann dort eine „Wasserheilanstalt samt Kurpark“, das Sanatorium Purkersdorf, errichten und durch die Wiener Werkstätte ausstatten. Das Haus wurde bald zum gesellschaftlichen und künstlerischen Treffpunkt Wiens. Zu den Gästen zählten unter anderem Egon Friedell, Hugo von Hofmannsthal, Kolo Moser, Gustav und Alma Mahler, Arnold Schönberg, Arthur Schnitzler, Ferdinand Bloch, Adele Bloch-Bauer und August Lederer.
1916 zog Zuckerkandl nach Berlin, wo er im Grunewald eine weitere, vollausgestattete Villa erworben und durch Hermann Muthesius hatte umbauen lassen. Die Sommermonate verbrachte er nach Möglichkeit weiterhin in Purkersdorf.

### Privates
Victor war verheiratet mit Paula, geborene Freund, aus Gleiwitz. Die Ehe blieb kinderlos. Seine Brüder Emil und Otto waren erfolgreiche Ärzte und Hochschullehrer in Wien, sein jüngerer Bruder Robert war Jurist und Hochschullehrer in Prag, seine Schwester Amalie Redlich heiratete 1901 den Neuropathologen Emil Redlich.

### Kunstsammlungen
Wie seine Brüder betätigte sich Victor auch als Kunstsammler und Mäzen. Schwerpunkte seiner Sammlung waren Gemälde, Aquarelle und Zeichnungen des 19. Jahrhunderts (Carl Agricola, Rudolf von Alt, Moritz Daffinger, Peter Fendi, Charles Hoguet, Eugen Jettel, Josef Kriehuber, Thomas Lawrence, Adolf von Menzel, August von Pettenkofen, Julius Schnorr von Carolsfeld, Ferdinand Georg Waldmüller u. a.) und des Secessionsstils (Gustav Klimt, Walter Leistikow, Carl Moll u. a.), Miniaturen, Kupferstiche und qualitätvolle Möbel im Empire- und Jugendstil.
Hinzu kam eine aus über 1200 Stücken bestehende Sammlung ostasiatischer Kunst, für die er 1907 in der Nähe des Sanatoriums eigens eine Villa als „Japanisches Museum“ herrichten ließ. Während des Ersten Weltkrieges schenkte er die auf 150.000 Reichsmark geschätzte Ostasiatika-Sammlung dem Museum für Kunstgewerbe und Altertümer Breslau. Das Museum wurde im Zweiten Weltkrieg zerstört und geplündert, ein kleiner Teil der Sammlung befindet sich heute im Breslauer Nationalmuseum.
In Zusammenhang mit seinem Umzug nach Berlin ließ Zuckerkandl zudem im Oktober 1916 einen Teil seiner antiken Möbel und seiner Kunstsammlung beim Wiener Auktionshaus C. J. Wawra versteigern.

## Nachlass
Nach dem Tode Zuckerkandls im Februar 1927 und seiner Frau Paula 3 Monate später wurde das Erbe unter der näheren Verwandtschaft aufgeteilt. Das Gros der immer noch stattlichen Kunstsammlung wurde im Mai 1928 wieder bei C. J. Wawra versteigert. Einiges blieb unverkauft, wie das 1836 entstandene Bild „Kinder aus der Schule kommend“ von Waldmüller, das Victors Schwester Amalie Redlich schließlich zusammen mit anderen Kunstwerken unter Anrechnung auf ihren Erbteil übernahm. Zuckerkandls sieben Gemälde von Gustav Klimt, darunter zwei große Porträts seiner Frau Paula und seiner Schwester Amalie, waren erst gar nicht zur Auktion gelangt: „Allee im Park von Schloss Kammer“ verkaufte die Erbengemeinschaft an die Österreichische Galerie, die verbliebenen Werke verteilte man untereinander, drei davon, darunter „Cassone“, „Litzlberg am Attersee“ und ihr Porträt, kamen in den Besitz Amalies. 1941 wurde Amalie nach Łódź deportiert und dort ermordet, ihre Bilder wurden durch die Geheime Staatspolizei beschlagnahmt.

## Auszeichnungen
- 1917 Dr. Ing. e. h. der Technischen Hochschule Berlin für seine Bemühungen um die Verbesserung der sozialen Lage der Arbeiter und Angestellten